# Charles Lyttelton, 10.º Visconde Cobham
Charles John Lyttelton, 10.º Visconde Cobham, KG, GCMG, GCVO, TD, PC (8 de agosto de 1909 – 20 de março de 1977) foi um militar e esportista britânico, praticante de cricket, que serviu como Governador-geral da Nova Zelândia. Foi jogador do Worcestershire County Cricket Club, sendo capitão da equipe entre 1936 e 1939. Lutou da Segunda Guerra Mundial e retornou ao esporte.  Em 1957, é nomeado 9.º Governador-geral da Nova Zelândia, cargo exercido até 1962. Em 1972, torna-se chanceler da Ordem da Jarreteira.